# Anzy-le-Duc
Anzy-le-Duc település Franciaországban, Saône-et-Loire megyében. Lakosainak száma 423 fő (2022. január 1.). Anzy-le-Duc Montceaux-l’Étoile, Baugy, Saint-Didier-en-Brionnais, Sarry, Semur-en-Brionnais és Vindecy községekkel határos.

## Népesség
A település népességének változása:
| Lakosok száma | 448  | 470  | 559  | 472  | 456  | 444  | 432  | 428  | 423  |
|               | 2013 | 2015 | 2016 | 2017 | 2018 | 2019 | 2020 | 2021 | 2022 |